# フレンチ・ポップス
フレンチ・ポップス(French Pop Music)またはフレンチ・ポップは、フランス語によって歌われるポピュラーソングのことを指す。フランス人が歌う曲に限定されてはおらず、フランス語圏であるフランス、ベルギー、カナダのケベック州出身歌手の歌うポップスもフレンチ・ポップスに含まれる場合がある。

## 歴史

### フランス
シルヴィ・ヴァルタン、アダモ、クロード・フランソワらはフレンチ・ポップの先駆者だった。フレンチ・ロックの先駆者、エディ・ミッチェルとジョニー・アリデイは、リズム&ブルース、ソウル、ポップなども取り入れる方向へ音楽性を進化させた。(彼らは後にロックに戻っている)。ミッチェルは1965年に、ロックンロールやリズム&ブルースのアルバムをリリースした。そして翌年、彼はポップ・ロック・アルバム『Seul』をリリースしている。アリデイは、1965年にアルバム(ロックとリズム&ブルース)『ジョニー・アリディ』をリリースし、1966年にポップ・ロック・アルバムをリリース。1966年以降、新世代の歌手、ジャック・デュトロン、ミシェル・ポルナレフとアルバム『Love Me, Please Love Me』、ジュリアン・クレール、フランソワ・ベランジェ、カトリーヌ・リベイロ、ジル・セルヴァットらのソロ歌手が登場した。グループのトライアングル、Les Variations、マグマ、ズー、Martin Circus、Au Bonheur des damesらは、オリジナル曲を作曲・自演し、コンサートやフェスティバル会場で演奏した。

### 他の国々
フレンチ・ポップスの作品（使用例を参照）では、1960年代後半から1970年代前半にかけて流行した、いわゆる「イエイエ」 (仏: yéyé) と称される音楽が中心となって構成されている。1960年代半ばからのシルヴィ・ヴァルタン、フランス・ギャル、ミッシェル・ポルナレフ、フランソワーズ・アルディ、マージョリー・ノエル、ピエール・バシュレ、アダモ、アラン・シャンフォー、ジェーン・バーキンらの音楽がフレンチ・ポップスとして紹介されている。

## 主な楽曲
- シルヴィ・ヴァルタン「アイドルをさがせ」「あなたのとりこ」「悲しみの兵士」「哀しみのシンフォニー」
- ミッシェル・ポルナレフ「シェリーに口づけ」「哀しみの終わるとき」「愛の願い」「愛のコレクション」「愛の休日」「渚の思い出」「愛の伝説」「悲しみのロマンス」「悲しきマリー」「ノンノン人形」「バラ色の心」「ラース家の舞踏会」「リップスティック」
- フランソワーズ・アルディ「さよならを教えて」
- フランス・ギャル「夢見るシャンソン人形」
- マージョリー・ノエル「そよ風にのって」
- ニコール・クロワジール「ウェア・ディド・アワ・サマーズ・ゴー」（個人教授）
- アダモ「雪が降る」「サン・トワ・マミー」
- ダニエル・リカーリ「ふたりの天使」
- ピエール・バシュレ「エマニエル夫人」
- ジョー・ダッサン「オー・シャンゼリゼ」「野バラの人」
- ダニエル・ビダル「天使のらくがき」「オー・シャンゼリゼ」
- ミレイユ・マチュー「モン・パリ」
- ミッシェル・デルペッシュ「青春に乾杯」
- アラン・シャンフォー「初恋にボンジュール」

## 主なアルバム
- ミッシェル・ポルナレフ「ポルナレフズ」(1971)
- ミッシェル・ポルナレフ「ポルナレフ革命」
- フランソワーズ・アルディ「さよならを教えて」(1973)

| アルバム名                 | 主な収録作品（歌手） |
| -------------------------- | --- |
| ボン・ボン・フレンチ       | オー・シャンゼリゼ（ダニエル・ビダル） / 夢見るシャンソン人形（フランス・ギャル） / あなたのとりこ（シルヴィ・ヴァルタン） / シェリーに口づけ（ミッシェル・ポルナレフ） / ジェレミー（クレモンティーヌ） / 愛の歴史（ミシェル・フュガン） / アイドルを探せ（シルヴィ・ヴァルタン） / 男と女（クロディーヌ・ロンジェ & ホセ・ソアレ）                        |
| フレンチ・ファイン         | あなたのとりこ（シルヴィ・ヴァルタン） / アイドルを探せ（シルヴィ・ヴァルタン） / そして、たとえ…（フランソワーズ・アルディ） / 男と女（クレモンティーヌ） / 白髪になった少年たち（ジルベール・ベコー） / 哀しみのアダージョ（彼と彼女のソネット）（エルザ） ほか                                                                                           |
| フレンチ・ポップスのすべて | オー・シャンゼリゼ（ダニエル・ビダル） / カトリーヌ（ダニエル・ビダル） / ふたりの天使（ダニエル・リカーリ） / シェルブールの雨傘（ダニエル・リカーリ） / 男と女（フランシス・レイとニコール・クロワジール） / シバの女王（レイモン・ルフェーヴル・グランド・オーケストラ） / 雪が降る（サルバトーレ・アダモ） / サン・トワ・マミー（サルバトーレ・アダモ） |

## 主なミュージシャン
| - ミッシェル・ポルナレフ - シルヴィ・バルタン - フランソワーズ・アルディ - フランス・ギャル - ニコール・クロワジール - マージョリー・ノエル - ピエール・バシュレ - アラン・シャンフォー - ジョー・ダッサン - エンリコ・マシアス - ダニエル・ビダル（日本で活躍） - ジョルジュ・ムスタキ | - シャルル・アズナブール - サルヴァトール・アダモ（アダモ） - ダリダ - ジョニー・アリディ - クロード・フランソワ - ミシェル・フュガン - ミレイユ・マチュー - ジュリエット・グレコ - ジルベール・ベコー - ジョルジュ・ブラッサンス - ジャック・ブレル - バルバラ |

## コンテンポラリー ポップス
- ノルウェン・ルロワ
- テテ

## 洋書
- Collectif (Auteur) Un Siècle de chansons françaises 1979-1989 (Partition de musique), Csdem, 2009 (ISBN 979-0231313734)